# Seely Ridge
Seely Ridge är en bergstopp i Antarktis. Den ligger i Västantarktis. Argentina, Chile och Storbritannien gör anspråk på området. Toppen på Seely Ridge är 1 081 meter över havet, eller 88 meter över den omgivande terrängen. Bredden vid basen är 3,2 km.
Terrängen runt Seely Ridge är huvudsakligen kuperad, men den allra närmaste omgivningen är platt. Trakten är obefolkad. Det finns inga samhällen i närheten.